# Tjisto anglijskoje ubijstvo
Tjisto anglijskoje ubijstvo (russisk: Чисто английское убийство) er en sovjetisk spillefilm fra 1974 af Samson Samsonov.

## Medvirkende
- Aleksej Batalov som Bottwink
- Leonid Obolenskij som Lord Thomas Warbeck
- Georgij Taratorkin som Robert Warbeck
- Boris Ivanov som Sir Julius Warbeck
- Ivan Pereverzev som Briggs